# Sexmane
Sexmane (справжнє ім’я Едвард Максиміліан Сене (Макс Сене), нар. 13 жовтня 2000 року в Сийлін'ярві, Фінляндія) — фінський артист і автор пісень, лауреат премії «Emma» 2023 року. Sexmane здобув величезну популярність у 2019 році, коли випустив свій самовидавний альбом Sextape.

## Життя і кар'єра
Sexmane виріс в родині Лестадіо в Сийлін'ярві, Фінляндія. Музику почав писати у 2016 році.
У 2019 році Sexmane випустив свій дебютний самовидавний альбом під назвою Sextape. Альбом протримався 80 тижнів в офіційному чарті альбомів Фінляндії та отримав золото. Перший трек Mama набрав понад 8 мільйонів прослуховувань на Spotify.
У жовтні 2021 року Sony випустила другий альбом Sexmane Väärinymärretty, з яким у 2022 році альбом Sexmane отримав чотири номінації на премію Emma.
У січні 2023 року Sexmane випустив свій третій альбом Sextape II. Деякий час альбом був номером 5 у фінському чарті альбомів. Він також мав 18 пісень у фінському списку Top 50 одночасно. На гала-концерті Emma 2023 Sexmane став артистом року (публічне голосування).
Sexmane брав участь у Uuden Musiikin Kilpailuun 2024, фінський національний відбір на пісенний конкурс Євробачення 2024 з піснею «Mania». У квітні Sexmane випустив новий сингл ''Hulluus Saa Mut Huutamaan'', який посів друге місце в чарті синглів.

## Особисте життя
Батько Sexmane родом із Сенегалу, а мати — фінка. У нього є старший брат, музикант Ісаак Сене, та ще три брати, Лукас, Робін і Аділіо, а також сестра Софія, з яких, окрім Ісаака, музикою займаються Аділіо (сценічне ім'я Adi) і Робін.

## Дискографія

### Студійні альбоми
| Назва            | Подробиці                                                                      |
| ---------------- | ------------------------------------------------------------------------------ |
| Sextape          | - Опубліковано: 17 жовтня 2019 р. - Лейбл: за власний кошт                     |
| Väärinymmärretty | - Опубліковано: 22 жовтня 2021 р. - Лейбл: Sony Music Entertainment Finland    |
| Sextape II       | - Опубліковано: 6 січня 2023 р. - Лейбл: Sony Music Entertainment Finland      |
| Sanansaattaja    | - Опубліковано: 15 листопада 2024 р. - Лейбл: Sony Music Entertainment Finland |

### Сингли
| Сингл                              | Рік  | Альбом           |
| ---------------------------------- | ---- | ---------------- |
| "AIKAKONE"                         | 2018 | Sextape          |
| "ERILAINEN"                        | 2019 | Sextape          |
| "2naamaa"                          | 2019 | Sextape          |
| "Henki"                            | 2021 | Väärinymmärretty |
| "Fiilis" (feat. Fabe & YB026)      | 2021 | Väärinymmärretty |
| "40K"                              | 2022 | Sextape II       |
| "Chillaa veli"                     | 2022 | Sextape II       |
| "Sekavaa ja hiton vaikeet"         | 2022 | Sextape II       |
| "Gorilla" (feat. Nuteh Jonez)      | 2022 | Sextape II       |
| "Sexshow"                          | 2022 | Sextape II       |
| "Comeback"                         | 2023 | —                |
| "HALLILLE"                         | 2023 | —                |
| "MANIA"                            | 2024 | Sanansaattaja    |
| "Hulluus saa mut huutamaan"        | 2024 | Sanansaattaja    |
| "Mama We Made It" (feat. MELO)     | 2024 | Sanansaattaja    |
| "Riittämätön" (feat. Tomi Saario)  | 2024 | Sanansaattaja    |
| "Viimeinen kuulutus"               | 2024 | —                |
| "Kuka siin netis on"               | 2025 | —                |
| "KUOLEMATON" / "ROTTA" (feat. ibe) | 2025 | —                |